# University of Melbourne
The University of Melbourne (adesea numită Melbourne University, Melbourne Uni, Melbourne și/sau UniMelb) este o universitate publică din Australia, care se găsește în metropola Melbourne din statul Victoria.
Fondată în 1853, este cea de-a doua universitate a Australiei în ordinea fondării  și cea mai veche din statul Victoria.
Campusul principal este localizat în Parkville, o suburbie nordică a centrului orașului Melbourne, cu diferite alte campusuri localizate de-a lungul statului Victoria. University of Melbourne este o universitate de gresie (în original, sandstone university, referire la grupul celor dintâi instituții de învățământ terțiar din Australia, ale căror clădiri au fost construite din gresie) și una din membrele grupurilor de institute numite Group of Eight (Grupul celor Opt), Universitas 21 și al Association of Pacific Rim Universities (Asociația Universităților Marii Falii ale Pacificului).
Patru prim-miniștri australieni și cinci guvernatori-generali au absolvit UniMelb. De asemenea, șapte laureați ai premiului Nobel au fost studenți ai acestei instituții, mai mulți decât ai oricărei universități australiene.

## Siglă

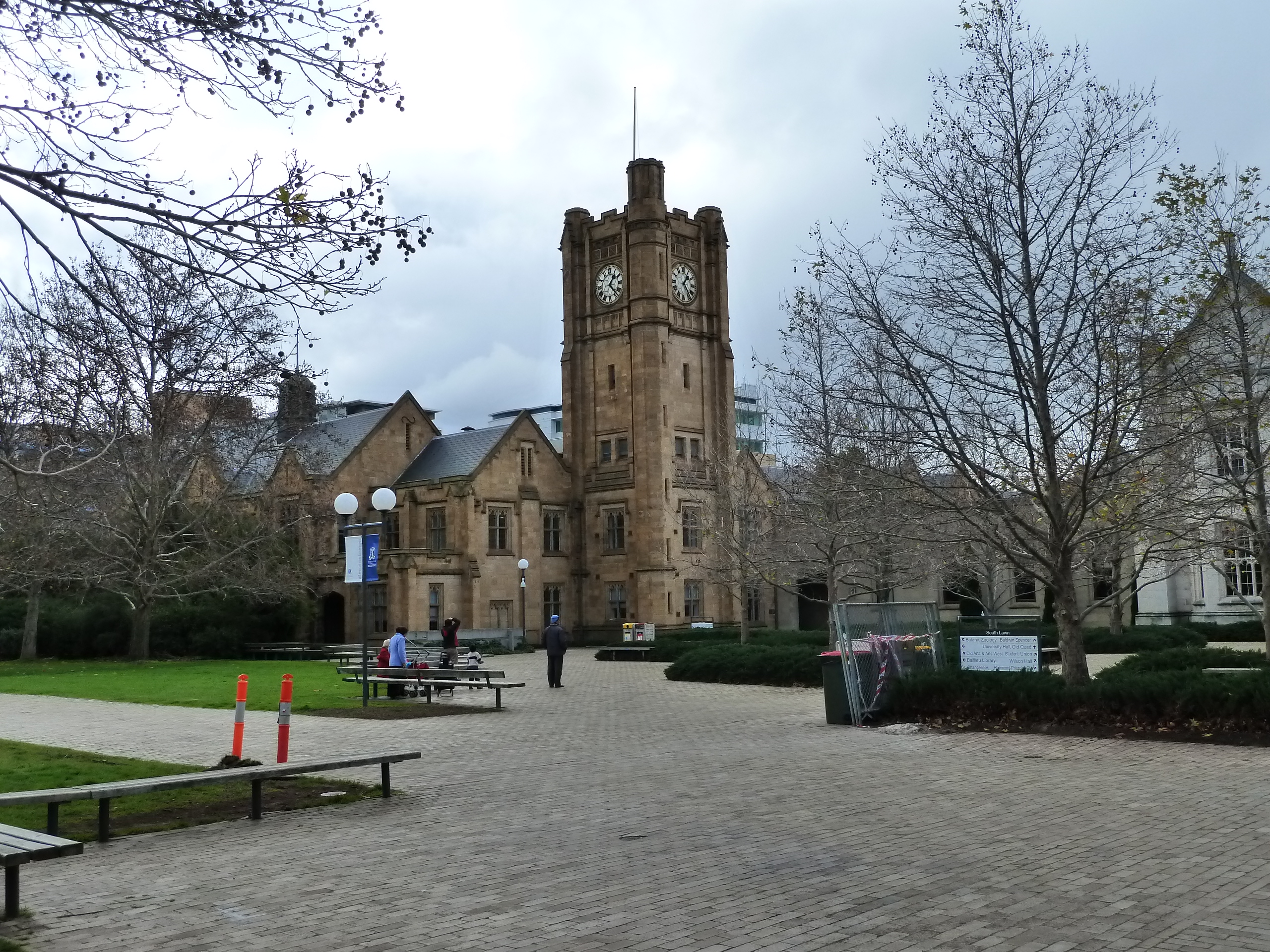
Melbourne University-South Lawn

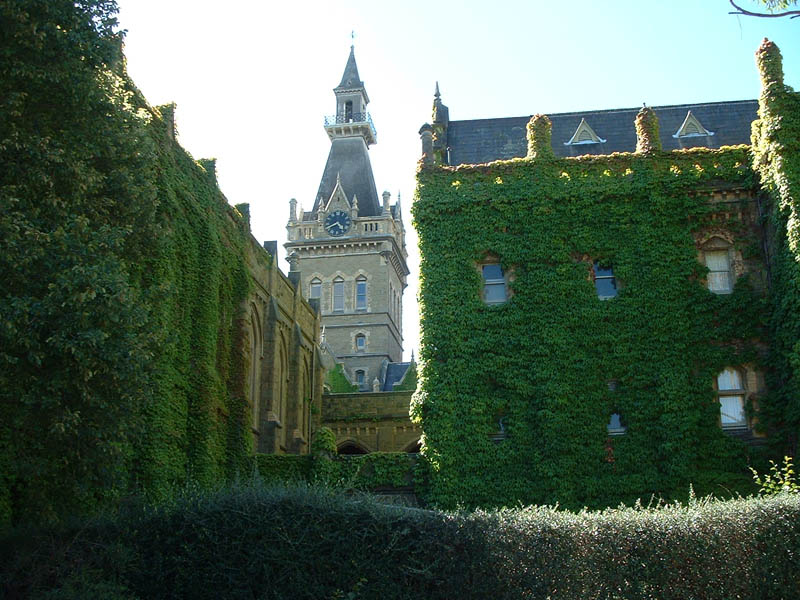
Ormond College

Stema universității reprezintă un scut albastru prezentând "Victoria" în alb ținând cununa sa de lauri deasupra stelelor care formează Crucea Sudului. Motto-ul, Postera crescam laude (Mai târziu voi crește în laude, ori mai liber Creștem în onoarea viitorimii) este scris pe un sul aflat sub scut. Motto-ul a fost ales dintr-un citat al unei ode scrise de autorul antic Quintus Horatius Flaccus (cunoscut, pe scurt, și ca Horatius), ego postera crescam laude recens.

### Newspaper
- McPhee, P. 2005. "From the Acting Vice-Chancellor." Uni News. The University of Melbourne. 03/10/05, p. 3.